# Cyphonisia straba
Cyphonisia straba là một loài nhện trong họ Barychelidae. Loài này phân bố ờ Congo.